# Matheus & Kauan
Matheus & Kauan é uma dupla sertaneja brasileira formada em 2010 pelos irmãos Matheus Aleixo Pinto Rosa (Itapuranga, 4 de outubro de 1994), e Osvaldo Pinto Rosa Filho, conhecido artisticamente como Kauan (Itapuranga, 7 de dezembro de 1988). Alcançaram o sucesso em 2015 com a canção "Que Sorte a Nossa", alcançando mais de 180 milhões de acessos na internet e ganhando espaço entre uma das mais tocadas nas rádios de todo o Brasil.
Contam com oito álbuns lançadosː Paraquedas, Mundo Paraleloː Ao Vivo, Face a Face, Na Praia, Na Praia 2, Intensamente Hojeǃ, Tem Moda Pra Tudo e 10 Anos na Praia.

## História
A história da música na vida da dupla Matheus & Kauan começou oficialmente em 2010, quando foram apresentados no palco principal do Caldas Country, realizado em Caldas Novas, tocando músicas autorais e o tema da festa composto pela dupla especialmente para o evento.
Os irmãos são oriundos de uma família humilde da cidade de Itapuranga, no interior de Goiás. Eles demonstraram gosto pelo canto ainda na infância. Kauan, o primogênito da família, com apenas cinco anos, chamava a atenção e emocionava a todos na igreja que frequentava, quando cantava no coral junto com seu pai a canção “Soldado Ferido”.
Com esse dom para cantar, sua mãe, Sirlene Aleixo, decidiu levá-lo para participar de festivais de música da região. Passaram-se os anos e o resultado dos festivais sempre era o primeiro lugar para Kauan, gerando orgulho na família. Matheus Aleixo era apenas uma criança de três anos, mas já observava o irmão cantando em casa o tempo todo.
Nessa época, o pai da dupla, Osvaldo Pinto Rosa, faleceu, abalando a estrutura familiar, tanto emocionalmente quanto financeiramente, mas unindo-os ainda mais para que o sonho de vencer na vida através da música pudesse prevalecer. Foi quando a mãe decidiu juntar suas últimas economias para o filho Kauan, na época com 10 anos, gravar um CD com quatro faixas só de músicas sertanejas.
Kauan conta que até os 15 anos já havia gravado dois discos solo, mas queria ter uma dupla sertaneja. Tentou algumas parcerias com amigos, que acabaram não dando certo. Foi a partir daí que, em paralelo à música, optou por também decidir-se, aos 18 anos, no último ano do ensino médio, a dedicar-se mais aos estudos, conseguindo então uma bolsa de estudos em um curso de inglês, conquistando a oportunidade de fazer um intercâmbio, e assim mudou-se para os Estados Unidos, onde morou por um ano. Lá, enquanto frequentava as aulas de inglês, ganhava dinheiro apresentando-se informalmente em bares da região, fazendo novas amizades e surgindo a oportunidade de formar uma dupla em sua carreira, o que chegou a fazer por um tempo, mas o prazo do intercâmbio estava no fim, e também a saudade do irmão e da mãe o fez voltar, foi quando ao chegar no Brasil deparou-se com seu irmão de 13 anos, Matheus, cantando e compondo belíssimas canções.
A partir desse momento, Kauan começou a perceber o que era óbvio e que sempre foi alertado pelo tio Vicente: “A dupla está dentro de casa”. Porém, com a pouca idade de Matheus, a realização do sonho de viver da música só aconteceu dois anos depois. Em 2010, a dupla Matheus & Kauan estava oficialmente formada com o apoio familiar gerado pelo elo de amor e a união entre os dois irmãos, com a mesma vontade de cantar e encantar superando as dificuldades da vida e decidiram que seguiriam a carreira juntos.
Para colocar o projeto em pratica, a mãe vendeu o carro e a dupla gravou seu primeiro CD de apresentação que acabou rendendo a eles a contratação pelo escritório AudioMix.
Além de cantar, Matheus também é compositor de sucessos que já foram gravados por grandes artistas. A lista inclui Jorge & Mateus, parceiros de escritório, que gravaram "Na Hora Em Que Você Chamar"; "Coisas de Quem Ama" e "Vai Entender". Luan Santana escolheu sete músicas de Matheus para seu repertório, incluindo "Tudo Que Você Quiser", que o premiou como a música do ano em 2014 no Prêmio Multishow. Michel Teló, com "Se Tudo Fosse Fácil", Cristiano Araújo, com "Mente Pra Mim", Gusttavo Lima, com "Eu Vou Tentando Te Agarrar" e Bruno & Marrone, com “Tiro e Queda”, também estão na lista de artistas que gravaram os hits, além de João Neto & Frederico, que gravaram 10 músicas compostas por Matheus.
Em 2012, Matheus & Kauan lançaram o primeiro CD, Paraquedas, de forma independente. O álbum tem como sucesso a música "Sete Mares", feita em homenagem ao pai da dupla, e tem as participações de Gusttavo Lima, Humberto & Ronaldo, Guilherme & Santiago e Luiz Cláudio.
Em 2013, lançaram o primeiro álbum ao vivo, Mundo Paraleloː Ao Vivo, gravado no Centro Cultural Oscar Niemeyer em Goiânia (GO), no dia 20 de março de 2013. O álbum contou com as participações de Jorge & Mateus, Michel Teló, Luan Santana e Humberto & Ronaldo.
Em 2015, lançaram o segundo álbum ao vivo, intitulado Face a Face, pela Universal Music. O show foi gravado no Villa Mix Brasília (DF), no dia 22 de novembro de 2014. O repertório do show foi composto por 24 músicas, sendo 17 inéditas. O restante é regravações de sucessos de outros trabalhos e de outros nomes da música sertaneja. O DVD tem direção e produção musical de Eduardo Pepato e direção de vídeo de Anselmo Troncoso. Nesse trabalho, as canções que obtiveram sucesso foram "Ser Humano Ou Anjo", "Que Sorte a Nossa" e "A Rosa e o Beija-Flor".
A grande novidade do projeto ficou por conta da participação da Orquestra Sinfônica Villa Lobos, sob a regência do maestro Adriano Machado – que fez importantes acompanhamentos musicais para artistas como Zezé Di Camargo & Luciano, Jorge & Mateus, Bruno & Marrone, Hebe Camargo, Roupa Nova, entre outros.
| “ | "A ideia da orquestra foi do nosso empresário Marquinhos, da Audiomix, e a gente comprou a ideia. A galera vai curtir muito em casa com a família." | ” |

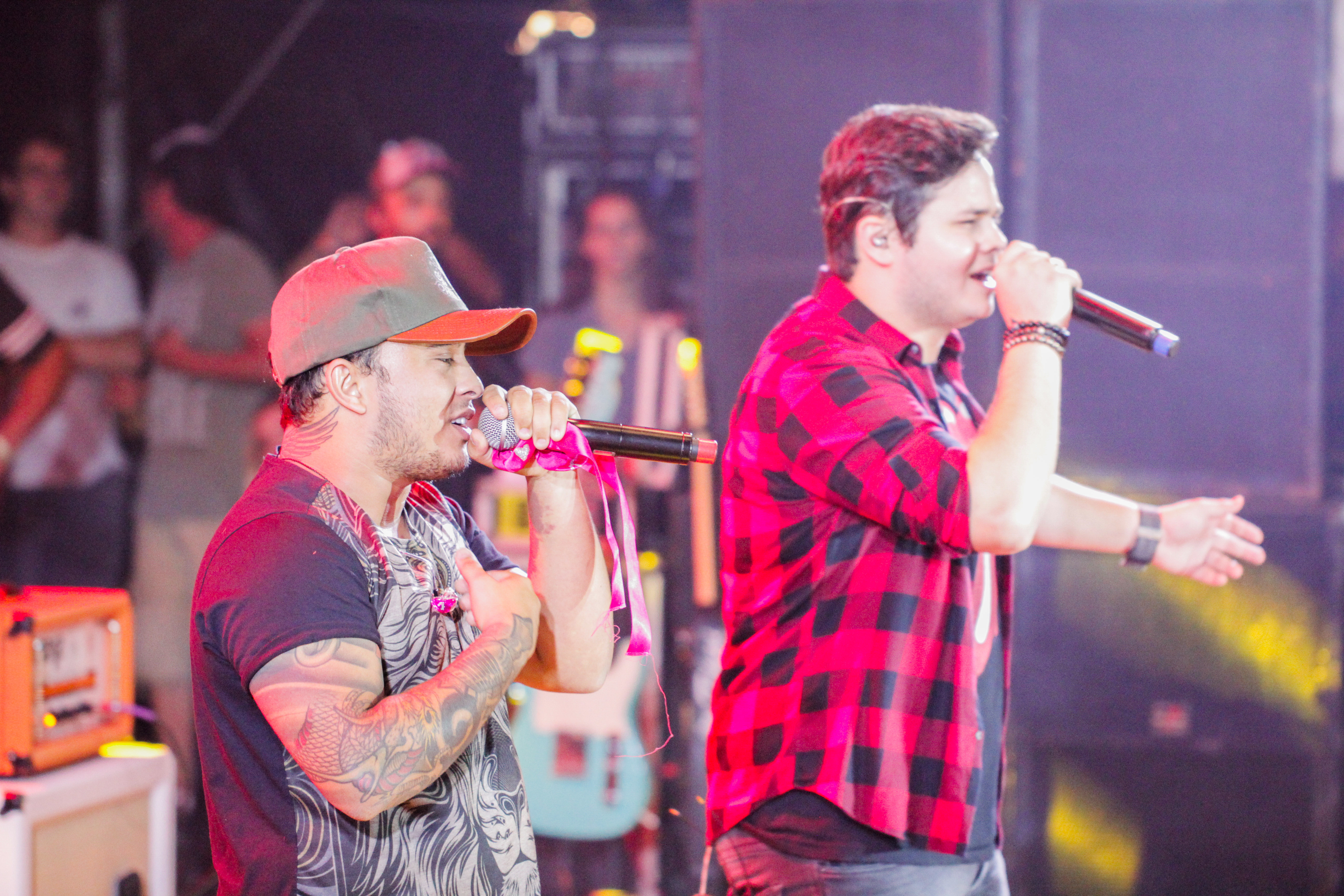
Apresentação da dupla em Itapevi, SP. (2017)

Em 2016, lançaram o terceiro álbum ao vivo, intitulado Na Praia. O show de gravação aconteceu numa praia artificial no Lago Paranoá, em Brasília (DF) no dia 25 de agosto de 2015, com a produção musical do Maestro Pinocchio e a direção de vídeo do diretor Anselmo Troncoso. O repertório é composto por regravações de sucessos e músicas inéditas, entre elas o primeiro single "O Nosso Santo Bateu", uma mistura de sertanejo e reggae que foi uma das mais tocadas do Brasil e chegou a mais de 100 milhões de acessos na internet. A ideia do projeto Na Praia, segundo Matheus, foi propor algo diferente, voltado especificamente para as temporadas de praia. O trabalho teve direito a quiosques, areia, guarda-sol, lanchas, jet-ski e espreguiçadeira. Esse mesmo álbum foi certificado com disco de platina pela ABPD, rendendo cerca de 250.000 cópias vendas.
No mesmo ano, Matheus & Kauan anunciaram em sua página do Facebook que gravariam um segundo volume do DVD Na Praia. No dia 28 de agosto, eles anunciaram que o projeto aconteceria no dia 25 de setembro, no Sheraton Rio Hotel & Resort, no Rio de Janeiro, mas por conta da previsão de chuva no local, foi antecipado para o dia 24. O horário escolhido para a gravação não foi tradicional. Os rapazes contaram que a ideia foi aproveitar a vista e registrar o pôr do sol na Cidade Maravilhosa, por isso o registro foi marcado para as 15h. O evento foi fechado para convidados e fãs. Já o repertório é composto por 15 inéditas e quatro regravações.
Neste DVD, a autoria de 70% das canções ficaram sob a responsabilidade de Matheus, que contou com parceiros como Kauan. E os resultados dessas parcerias se transformaram em novos hits da dupla. Kauan revelou sua ansiedade para o DVD: “No ano passado, a gravação já teve uma energia de verão com a galera de Brasília e região. Agora, no Rio de Janeiro, tenho certeza que vamos receber mais energias positivas de todos os cariocas que estarão com a gente Na Praia 2”.
A direção executiva ficou a cargo de Marcos Aurélio de Araújo. O diretor do DVD foi Anselmo Troncoso, que usou o equipamento 4K para a gravação. A produção foi de Marlus Marcellus e a produção musical do maestro Daniel Silveira e e de Matheus Aleixo. Na Praia 2 conta também com o arquiteto Luís Pedro Scalise, responsável pela construção dos módulos que completaram o cenário beira-mar natural no fundo do palco. O álbum foi lançado em março de 2017.

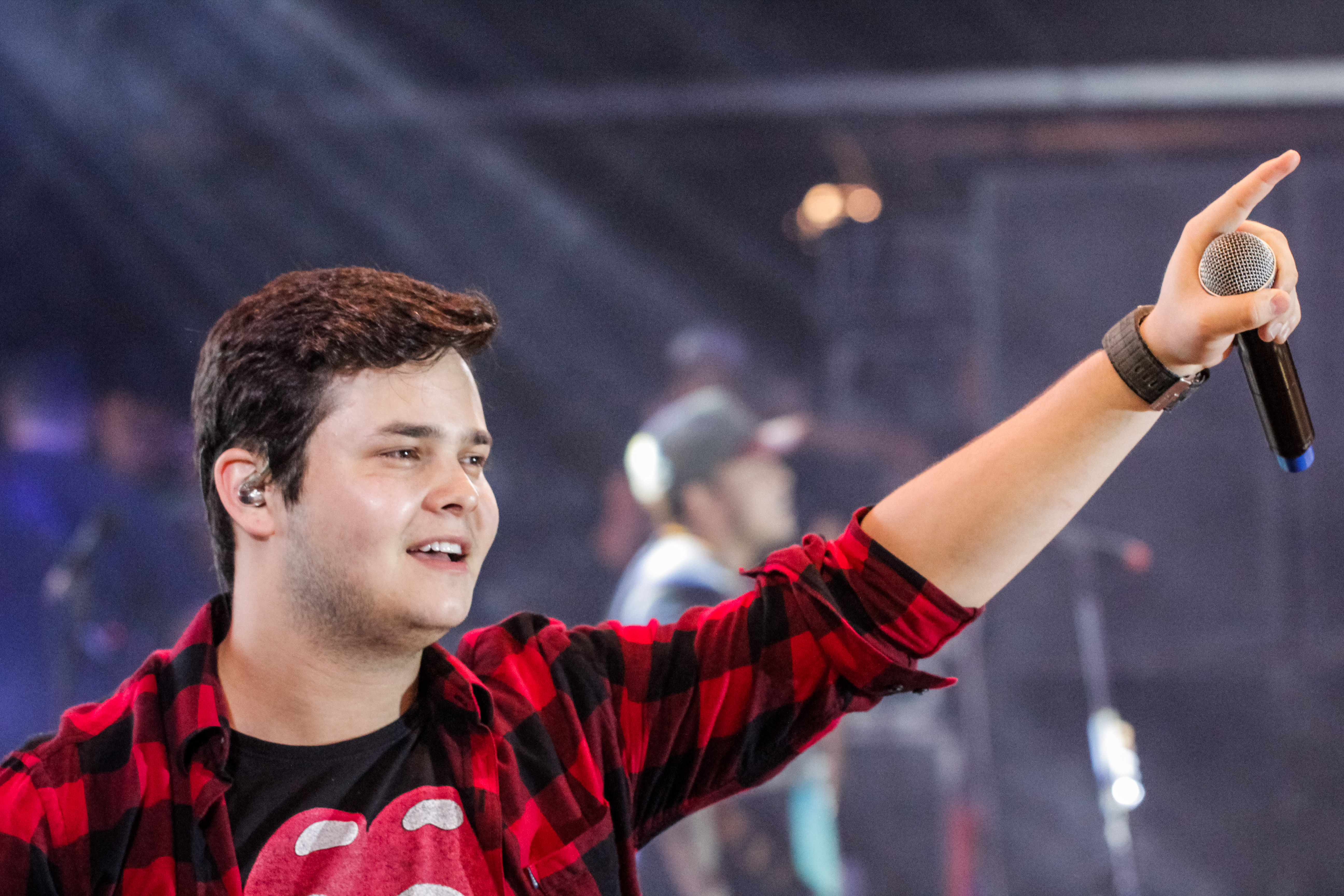
Apresentação da dupla em Itapevi, SP. (2017)

No dia 10 de maio de 2018, Matheus & Kauan lançaram o álbum ao vivo Intensamente Hojeǃ, gravado no dia 15 de dezembro de 2017 no Citibank Hall, em São Paulo, que contou com o single "Tô Com Moral No Céu". Um dia depois, lançaram o single "Ao Vivo e A Cores", com a participação da cantora Anitta. O clipe da música foi gravado no dia 29 de novembro de 2017 em um karaokê no bairro da Liberdade, em São Paulo.
Em 22 de março de 2019, a dupla lançou seu DVD Tem Moda Pra Tudo, gravado em Goiânia e com a produção musical de Ivan Miyazato, direção de vídeo de Fernando Catatau e gerenciamento digital da agência Dezcarga. O álbum conta com 12 músicas e as participações de Jorge & Mateus, Marília Mendonça e Gusttavo Lima. A primeira música de trabalho do projeto foi "Cerveja, Sal e Limão", seguida por "Vou Ter Que Superar", com a participação de Marília Mendonça.
Em maio de 2020, Matheus & Kauan lançaram nas plataformas digitais e em live o álbum 10 Anos na Praia, gravado na Praia do Paiva, em Cabo de Santo Agostinho, no dia 9 de janeiro do mesmo ano. O álbum foi feito em comemoração aos 10 anos de carreira da dupla, com 19 faixas, entre regravações e músicas inéditas, como "Litrão", que foi uma das mais ouvidas no Spotify em 2020. Em novembro do mesmo ano, a dupla lançou o single "É Problema", com direito a um clipe com participação dos humoristas GKay e Rafael Cunha, gravado em uma mansão em São Paulo.
Em 2021, Matheus & Kauan receberam da Universal Music um certificado por alcançarem as marcas de 10 bilhões de streams nas plataformas musicais e cinco bilhões de visualizações em seus vídeos no YouTube. Além disso, a dupla de irmãos ganhou quatro discos de diamante pelos álbuns Face a Face, Intensamente Hojeǃ, Na Praia e Na Praia 2; um de diamante duplo com Tem Moda Pra Tudo e outro de platina triplo pelo último disco, 10 Anos na Praia. Os selos diamante e diamante duplo representam as marcas de 300 mil e 600 mil unidades baixadas, respectivamente. Já o disco de platina triplo, segundo a tabela de níveis de certificação Pro-Música Brasil, equivale à marca de 240 mil downloads ou plays de um álbum ou single. No mesmo ano, lançaram o EP Expectativa X Realidade, gravado em Goiás no dia 4 de maio, com seis músicas inéditas e as participações de Zé Vaqueiro e Tierry. O EP tem direção de vídeo de Anselmo Troncoso e produção musical de Lucas Santos.

## Turnês
- 2014: Turnê Mundo Paralelo
- 2015-2016: Turnê Face a Face
- 2016-2017: Turnê Na Praia
- 2017-2018: Turnê Na Praia 2
- 2018-2019: Turnê Intensamente Hoje
- 2019: Tem Moda Pra Tudo

## Discografia

#### Álbuns ao vivo
- Paraquedas (2012)
- Mundo Paralelo (2013)
- Face a Face (2015)
- Na Praia (2016)
- Na Praia 2 (2017)
- Intensamente Hoje! (2018)
- Tem Moda Pra Tudo (2019)
- 10 Anos Na Praia (2020)
- Se Melhorar Estraga (2022)
- Praiou Ao Vivo em São Paulo (2024)

## Filmografia

### Televisão
| Ano  | Título         | Papel       | Notas                  | Ref.   |
| ---- | -------------- | ----------- | ---------------------- | ------ |
| 2024 | Família É Tudo | Eles Mesmos | Episódio: "7 de março" | [ 45 ] |

## Prêmios e indicações
| Ano  | Prêmio                                | Categoria         | Indicação   | Resultado |
| ---- | ------------------------------------- | ----------------- | ----------- | --------- |
| 2016 | Prêmio Multishow de Música Brasileira | Experimente       | Eles mesmos | Indicado  |
| 2016 | Meus Prêmios Nick                     | Revelação Musical | Eles mesmos | Indicado  |
| 2016 | Troféu Internet                       | Melhor Dupla      | Eles mesmos | Indicado  |